# Yūji Kunimoto

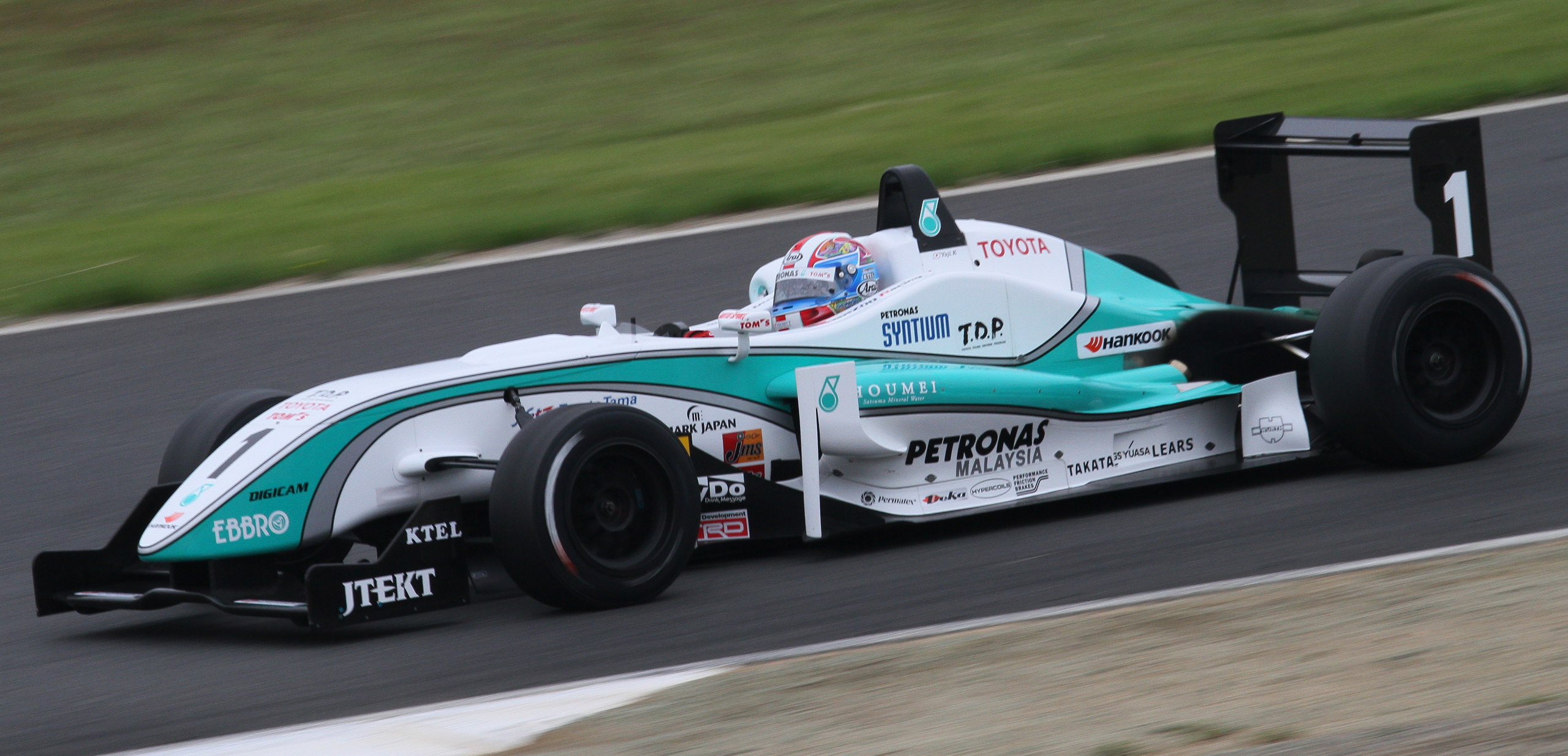
Yuji Kunimoto à Motegi en 2010

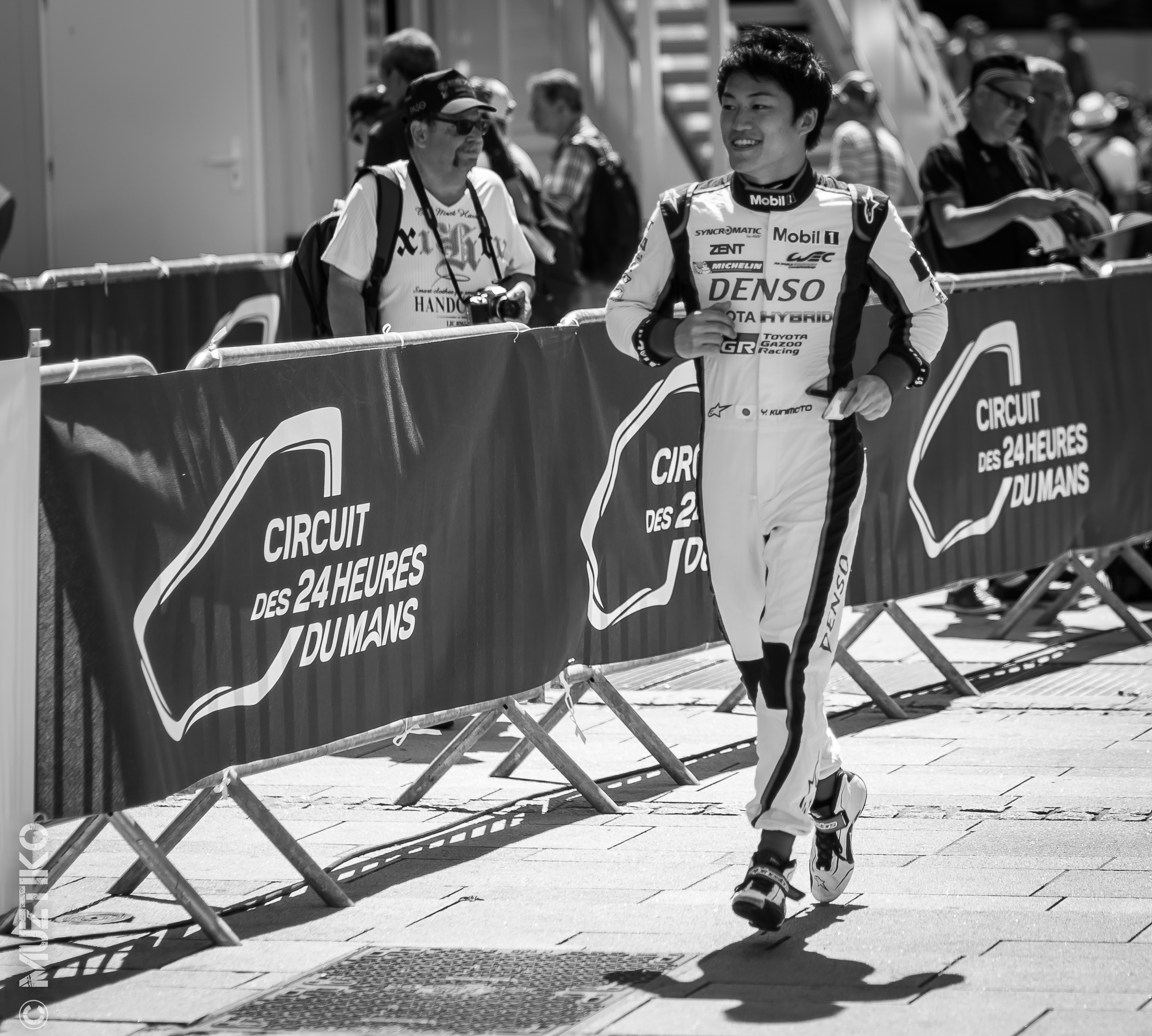

Yuji Kunimoto (国本 雄資, Kunimoto Yūji, né le 12 septembre 1990 à Yokohama au Japon) est un pilote automobile japonais.

## Biographie
Frère cadet de Keisuke Kunimoto (vainqueur du Grand Prix de Macao de Formule 3 en 2008), Yuji a commencé le karting à l'âge de 10 ans, en 2000. Intégré comme son grand frère au programme de détection de Toyota, le Toyota’s Young Drivers Programme, il accède au sport automobile en 2007, en Formula Toyota Serie ainsi qu'en Formula Challenge Japan. Quatrième du championnat de Formula Challenge Japan en 2007, il décroche le titre en 2008, succédant ainsi à son frère au palmarès.
En 2009, il accède au championnat du Japon de Formule 3, au sein de la puissante écurie TOM'S. Après une saison de rodage (3e du championnat avec 4 victoires), il survole le championnat en 2010 et remporte aisément le titre.
Il court depuis 2011 en Super Formula, remportant le titre en Super Formula. Il court en parallèle en Super GT depuis 2009, avec notamment quatre victoires en GT500.

## Palmarès
- Vainqueur du championnat Formula Challenge Japan en 2008
- Champion du Japon de Formule 3 en 2010
- Champion de Super Formula en 2016.